# Grande Prémio Internacional de Torres Vedras-Troféu Joaquim Agostinho 2014
Il Grande Prémio Internacional de Torres Vedras-Troféu Joaquim Agostinho 2014, trentasettesima edizione della corsa, si svolse dal 10 al 13 luglio 2014 su un percorso di 489 km ripartiti in 3 tappe più un cronoprologo, con partenza da Torres Vedras e arrivo a Carvoeira. Fu vinto dallo spagnolo Delio Fernández della OFM-Quinta Da Lixa davanti al suo connazionale Víctor de la Parte e al portoghese Edgar Pinto.

## Tappe
| Tappa  | Data      | Percorso                                          | km    | Vincitore di tappa | Leader cl. generale |
| ------ | --------- | ------------------------------------------------- | ----- | ------------------ | ------------------- |
| Prol.  | 10 luglio | Torres Vedras > Torres Vedras (cron. individuale) | 7,6   | Víctor de la Parte | Víctor de la Parte  |
| 1ª     | 11 luglio | Manique do Intendente > Sobral de Monte Agraço    | 170,3 | Edgar Pinto        | Delio Fernández     |
| 2ª     | 12 luglio | Atouguia da Baleia > Torres Vedras                | 147,5 | Kirill Sveshnikov  | Delio Fernández     |
| 3ª     | 13 luglio | São Martinho do Porto > Carvoeira                 | 164   | Karel Hnik         | Delio Fernández     |
| Totale | Totale    | Totale                                            | 489   |                    |                     |

## Dettagli delle tappe

### Prologo
- 10 luglio: Torres Vedras > Torres Vedras (cron. individuale) – 7,6 km

| Pos. | Corridore          | Squadra    | Tempo |
| ---- | ------------------ | ---------- | ----- |
| 1    | Víctor de la Parte | Efapel     | 9'25" |
| 2    | Dmitrii Sokolov    | Lokosphinx | s.t.  |
| 3    | Sergei Shilov      | Lokosphinx | a 3"  |

| Pos. | Corridore          | Squadra    | Tempo |
| ---- | ------------------ | ---------- | ----- |
| 1    | Víctor de la Parte | Efapel     | 9'25" |
| 2    | Dmitrii Sokolov    | Lokosphinx | s.t.  |
| 3    | Sergei Shilov      | Lokosphinx | a 3"  |

### 1ª tappa
- 11 luglio: Manique do Intendente > Sobral de Monte Agraço – 170,3 km

| Pos. | Corridore              | Squadra      | Tempo    |
| ---- | ---------------------- | ------------ | -------- |
| 1    | Edgar Pinto            | La Aluminios | 4h27'02" |
| 2    | Jordi Simon Casulleras | Ecuador      | a 5"     |
| 3    | Delio Fernández        | OFM          | s.t.     |

| Pos. | Corridore          | Squadra      | Tempo    |
| ---- | ------------------ | ------------ | -------- |
| 1    | Delio Fernández    | OFM          | 4h36'34" |
| 2    | Víctor de la Parte | Efapel       | a 3"     |
| 3    | Edgar Pinto        | La Aluminios | a 6"     |

### 2ª tappa
- 12 luglio: Atouguia da Baleia > Torres Vedras – 147,5 km

| Pos. | Corridore          | Squadra    | Tempo    |
| ---- | ------------------ | ---------- | -------- |
| 1    | Kirill Sveshnikov  | Lokosphinx | 3h36'10" |
| 2    | Delio Fernández    | OFM        | s.t.     |
| 3    | Víctor de la Parte | Efapel     | s.t.     |

| Pos. | Corridore          | Squadra      | Tempo    |
| ---- | ------------------ | ------------ | -------- |
| 1    | Delio Fernández    | OFM          | 8h12'38" |
| 2    | Víctor de la Parte | Efapel       | a 5"     |
| 3    | Edgar Pinto        | La Aluminios | a 12"    |

### 3ª tappa
- 13 luglio: São Martinho do Porto > Carvoeira – 164 km

| Pos. | Corridore              | Squadra       | Tempo    |
| ---- | ---------------------- | ------------- | -------- |
| 1    | Karel Hnik             | Etixx         | 4h04'24" |
| 2    | Jordi Simon Casulleras | Ecuador       | a 5"     |
| 3    | César Lima da Fonte    | Radio Popular | s.t.     |

| Pos. | Corridore          | Squadra      | Tempo     |
| ---- | ------------------ | ------------ | --------- |
| 1    | Delio Fernández    | OFM          | 12h17'06" |
| 2    | Víctor de la Parte | Efapel       | a 10"     |
| 3    | Edgar Pinto        | La Aluminios | a 13"     |

## Classifiche finali

### Classifica generale
| Pos. | Corridore                | Squadra                  | Tempo     |
| ---- | ------------------------ | ------------------------ | --------- |
| 1    | Delio Fernández          | OFM-Quinta Da Lixa       | 12h17'06" |
| 2    | Víctor de la Parte       | Efapel-Glassdrive        | a 10"     |
| 3    | Edgar Pinto              | La Aluminios-Antarte     | a 13"     |
| 4    | Karel Hnik               | Etixx                    | a 38"     |
| 5    | César Lima da Fonte      | Radio Popular            | a 40"     |
| 6    | Kirill Sveshnikov        | Lokosphinx               | a 48"     |
| 7    | Hernani Broco            | Louletano-Dunas Douradas | a 51"     |
| 8    | Sergio Ferreira Sousa    | Efapel-Glassdrive        | a 53"     |
| 9    | Federico Figueiredo      | Radio Popular            | a 59"     |
| 10   | Higinio Fernandez Suarez | Team Ecuador             | a 1'04"   |